# Pygmalion et Galatée (Gérôme)
Pygmalion et Galatée (Nederlands: Pygmalion en Galatea) is de titel van een olieverfschilderij van de Franse kunstschilder Jean-Léon Gérôme, geschilderd in 1890, in een neoclassicistische stijl. Afgebeeld wordt het moment waarop het door Pygmalion gemaakte beeld van Galatea in de naar hem genoemde mythe tot leven komt. Het werk bevindt zich in de collectie van het Metropolitan Museum of Art te New York.

## Context
De mythe van Pygmalion en Galatea staat opgetekend in boek 10 van Ovidius' Metamorphosen. De Cypriotische beeldhouwer vond geen enkele vrouw mooi genoeg om mee te trouwen en besloot toen maar een sculptuur te maken van zijn ideale vrouw. Toen het resultaat buitengewoon goed gelukt bleek werd hij verliefd op zijn eigen beeldhouwwerk. Tijdens een offerfeest voor Aphrodite sprak hij de wens uit dat zij hem een vrouw zou schenken die leek op zijn eigen creatie. Ze verhoorde hem vervolgens door het beeld in de persoon van Galatea levend te maken, waarna beide geliefden huwden en regeerden over Cyprus.
De mythe van Ovidius staat in de sociale psychologie model voor het pygmalioneffect, nauw verwant aan het fenomeen van de zichzelf waarmakende voorspelling: hoe hoger je je eisen stelt, hoe beter je presteert en des te meer waarschijnlijk is het dat je aan die eisen zult voldoen. Voor Gérôme stond het verhaal model voor de esthetisch en technisch hoge eisen die hij oplegde aan de kunst, en die hij vond in de renaissance en de klassieke oudheid. Hij zou zich zijn leven lang afzetten tegen het impressionisme. In de tijd dat hij dit werk schilderde, rond 1890, leek hij die strijd te hebben verloren, maar zijn zijn Pygmalion en Galatea onderstreept eens te meer hoe hij vasthield aan zijn principes.

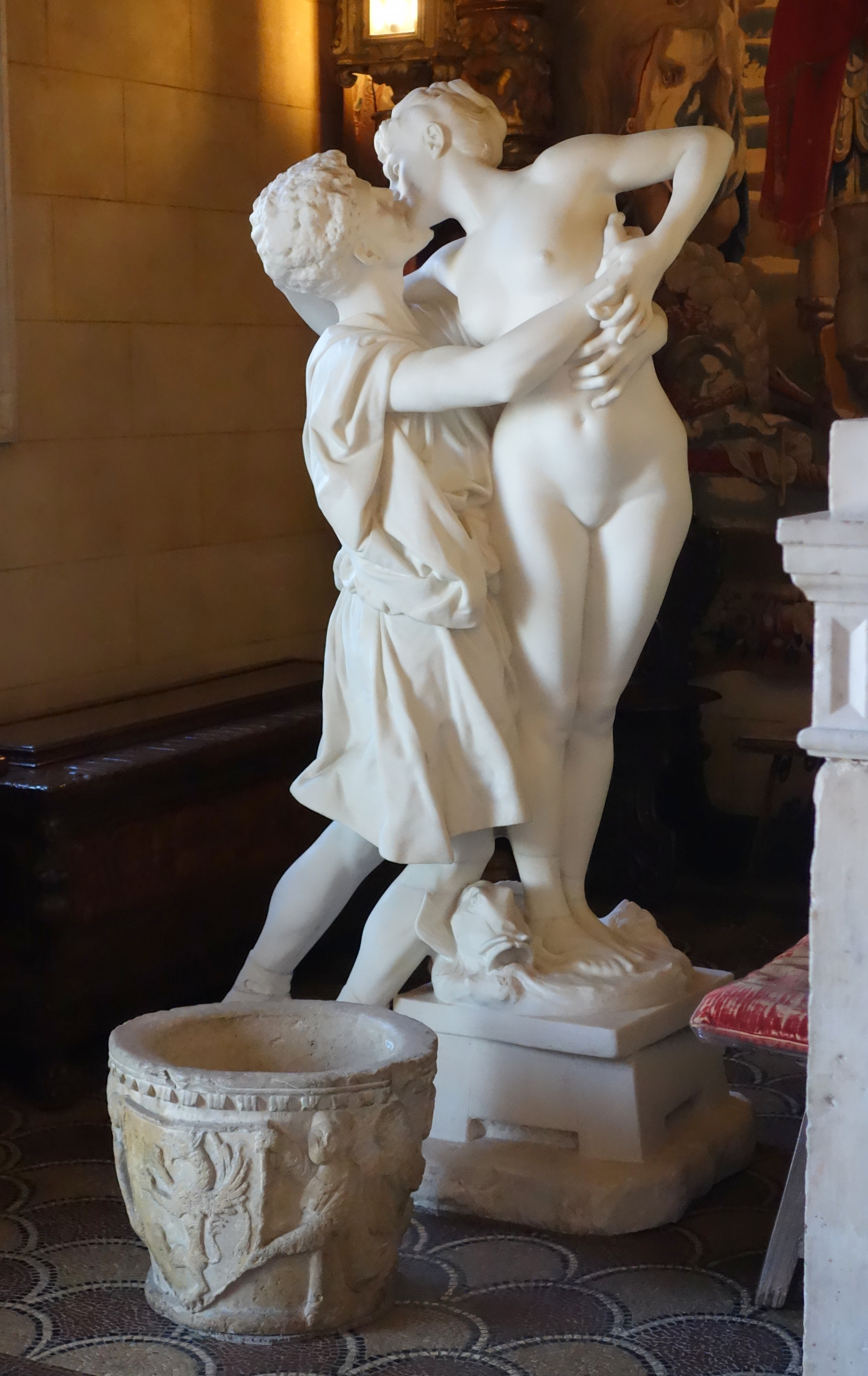
Gérômes sculptuur uit 1890.

Gérôme schilderde in 1890 nog een versie van Pygmalion en Galatea, bezien vanuit een andere hoek, met Galatea van voren bezien. In dezelfde tijd maakte hij ook een beeldhouwwerk van hetzelfde tafereel, dat mogelijk als uitgangspunt voor de schilderijen heeft gediend. Het hier besproken schilderij is in elk geval het laatste van de twee schilderwerken en wordt algemeen gezien als de meest geslaagde.

## Afbeelding
In Pygmalion en Galatea geeft Gérôme de mythe weer op haar hoogtepunt: het moment waarop Pygmalion ervaart dat zijn creatie tot leven komt en dat zijn droom wordt bewaarheid. De nog in een werkkiel geklede Pygmalion strekt zich op de toppen van zijn tenen uit om zijn hoger staande geliefde gepassioneerd te kussen, terwijl Galatea zich zijlings naar hem toebuigt om hem te omarmen. De emotie van het moment is welhaast voelbaar en bepaalt de kwaliteit van het werk. De gelukzalige verbazing bij Pygmalion en de energie die daar van uitstraalt worden op unieke wijze door Gérôme vereeuwigd. Compositorisch zet hij Galatea letterlijk op een voetstuk en daarmee in volledig het middelpunt, eens te meer geaccentueerd door haar aanzienlijk lichter weer te geven dan de rest van haar omgeving. Ook haar contouren contrasteren sterk met de achtergrond.
Galatea, wier naam is afgeleid van het Griekse woord voor witte steen, wordt in de Griekse mythologie ook wel gezien als een zeenimf of een zeemeermin. Aan haar voeten is een vis gebeeldhouwd. Van belang in dat opzicht is het kleurverschil van haat lichaam, vanaf haar bovenbeen: haar benenstel lijkt nog van steen. De kijker wordt geïntrigeerd door de vraag hoe de metamorfose van marmer naar vlees zich verder zal voltrekken. De vraag rijst tevens wat er uiteindelijk gebeurt met de vis.

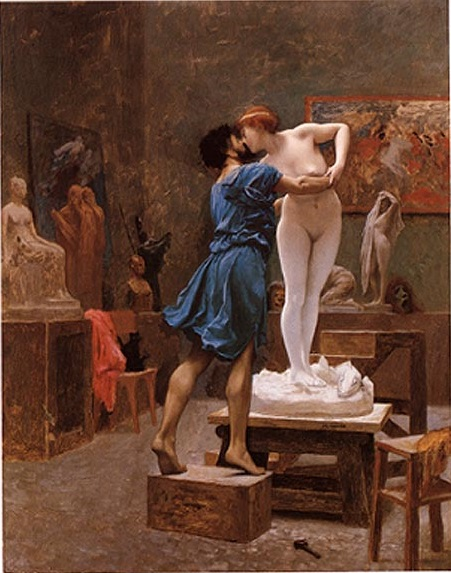
Versie met vooraanzicht, 1890.

Een groot deel van de kracht van het schilderij wordt ontleend technisch perfecte uitwerking. Met name de weergave van Galatea is dusdanig realistisch dat het ook voor de toeschouwer lijkt alsof ze alsof ze daadwerkelijk tot leven komt. Typerend is ook de strakke neoclassicistische compositie, die een tegenwicht vormt voor de gepassioneerde scene. De belijningen in het werk zijn weldoordacht. Het trapje links lijkt in een diagonale beweging door te lopen via het platform voor het beeld en het kleine podium rechts ervan. Links van Galatea staat een gelijkaardig plateau, welke een symmetrisch element inbrengt met de verhoging waarop Pygmalion staat. De vlakverdeling van de wand op de achtergrond geeft strakke horizontale en verticale lijnen te zien. Over de volle breedte zien we een soort van schap waarop diverse objecten zijn geplaatst.
Diverse objecten die de beide figuren in de ruimte omringen herinneren aan de tijd dat Gérôme in 1844-1845 als aankomend kunstenaar in Rome verbleef, een periode die hij vaak de gelukkigste in zijn leven noemde. Zo zien we een Romeins schild, enkele kleinere klassieke beeldhouwwerken en twee maskers die staan voor de Romeinse komedie en tragedie. In 1890, toen hij Pygmalion en Galatea schilderde, waren hem daarentegen net een aantal dierbaren ontvallen en leed hij aan depressieve buien. In dat opzicht kan het schilderij geïnterpreteerd worden als een vlucht uit zijn momentane toestand. Galatea is zijn reddende engel. een droom evenwel die hij zelf moest verwerkelijken. De ideale vrouw – en daarmee zijn eigen gelukzaligheid – moest ontspruiten uit zijn eigen creativiteit. Alleen zo ook kan hij haar volledig bezitten. Tegelijkertijd blijft echter er een gevoel hangen van surrogaatliefde. De Cupidofiguur rechts op het doek, die als een soort van "Fremdkörper" lijkt toegevoegd, draagt daar – bedoeld of onbedoeld – aan bij.

## Noot
1. ↑  Als lid van de Académie des Beaux-Arts verzette Gérôme zich in 1884 fel tegen een overzichtstentoonstelling van het werk van de toen net overleden Édouard Manet, wiens kunst hij decadent noemde. De ironie wil dat Gérôme lange tijd een vergelijkbaar enggeestige kritiek ten deel zou vallen, soms tot in de huidige tijd toe. Zo bestempelde kunstcriticus Carel Peeters zijn werk in 2010 als "kunst voor het depot" en deed het af met de zinsnede: "De intrinsieke waarde van het werk van Gérôme is gering, hoewel niemand zal ontkennen dat hij een knap kunstschilder is". Zie hier. Elizabeth Prettejohn plaatst zijn werk in een breder perspectief van verschillende schoonheidsbelevingen in de kunst, zoals die aan het einde van de negentiende eeuw met elkaar in botsing kwamen.